# Holorusia inventa
Holorusia inventa är en tvåvingeart som först beskrevs av Walker 1848.  Holorusia inventa ingår i släktet Holorusia och familjen storharkrankar. Inga underarter finns listade i Catalogue of Life.